# Piełagieja Daniłowa
Piełagieja Aleksandrowna Daniłowa (ros. Пелагея Александровна Данилова; ur. 4 maja 1918 we wsi Borowiki w guberni pskowskiej, zm. 31 lipca 2001 w Petersburgu) – radziecka gimnastyczka. Dwukrotna medalistka olimpijska z Helsinek.
Igrzyska w 1952 były jej jedyną olimpiadą. Triumfowała w drużynowym wieloboju, była druga w ćwiczeniach, także drużynowych, z przyborem.
Zdobyła złoty medal w drużynowym wieloboju na mistrzostwach świata w 1954 w Rzymie.